# Hyesan-dong
Hyesan-dong (koreanska: 혜산동) är en ort i Nordkorea.   Den ligger i provinsen Yanggang-do, i den nordöstra delen av landet, 300 km nordost om huvudstaden Pyongyang. Hyesan-dong ligger 736 meter över havet och antalet invånare är 97 794.
Terrängen runt Hyesan-dong är huvudsakligen lite kuperad. Hyesan-dong ligger nere i en dal. Runt Hyesan-dong är det tätbefolkat, med 613 invånare per kvadratkilometer. Närmaste större samhälle är Hyesan-si, 0,46 km norr om Hyesan-dong. Trakten runt Hyesan-dong består till största delen av jordbruksmark.